# Ударне (Україна)
Ударне —  селище в Україні, у Люботинській громаді Харківського району Харківської області. Населення становить 720 осіб. Колишній орган місцевого самоврядування — Манченківська селищна рада.

## Географія
Селище Ударне знаходиться між селами Гурине і Горіхове. Поруч проходить залізниця, станція Горіховий Гай. До селища примикають кілька лісових масивів (дуб, осика).

## Історія
22 червня 2023 року рішенням №230 Національної комісії зі стандартів державної мови віднесено до списку населених пунктів, які «можуть не відповідати лексичним нормам української мови», зокрема стосуватися «російської імперської чи колоніальної політики». Громаді рекомендовано обґрунтувати доцільність збереження поточної назви або запропонувати нову назву в установленому законодавством порядку.